# Монролле
Монролле́ (фр. Montrollet) — коммуна во Франции, находится в регионе Пуату — Шаранта. Департамент — Шаранта. Входит в состав кантона Конфолан-Сюд. Округ коммуны — Конфолан.
Код INSEE коммуны — 16231.

## География
Коммуна расположена приблизительно в 340 км к югу от Парижа, в 80 км юго-восточнее Пуатье, в 70 км к северо-востоку от Ангулема.
Более трети территории коммуны занимают луга, благодаря чему хорошо развито сельское хозяйство. Около четверти территории покрыто каштанами и пустошами.

## Население
Население коммуны на 2008 год составляло 294 человека.
| 1962 | 1968 | 1975 | 1982 | 1990 | 1999 | 2008 |
| ---- | ---- | ---- | ---- | ---- | ---- | ---- |
| 428  | 406  | 343  | 296  | 265  | 269  | 294  |

## Администрация
| Период | Период | Фамилия            | Партия       | Примечания |
| ------ | ------ | ------------------ | ------------ | ---------- |
|        | 2001   | Жан-Батист Бюиссон |              |            |
| 2001   | 2014   | Жан-Клод Жийе      | беспартийный | пенсионер  |

## Экономика
В 2007 году среди 183 человек в трудоспособном возрасте (15—64 лет) 129 были экономически активными, 54 — неактивными (показатель активности — 70,5 %, в 1999 году было 73,7 %). Из 129 активных работали 118 человек (64 мужчины и 54 женщины), безработных было 11 (8 мужчин и 3 женщины). Среди 54 неактивных 7 человек были учениками или студентами, 26 — пенсионерами, 21 были неактивными по другим причинам.

## Фотогалерея

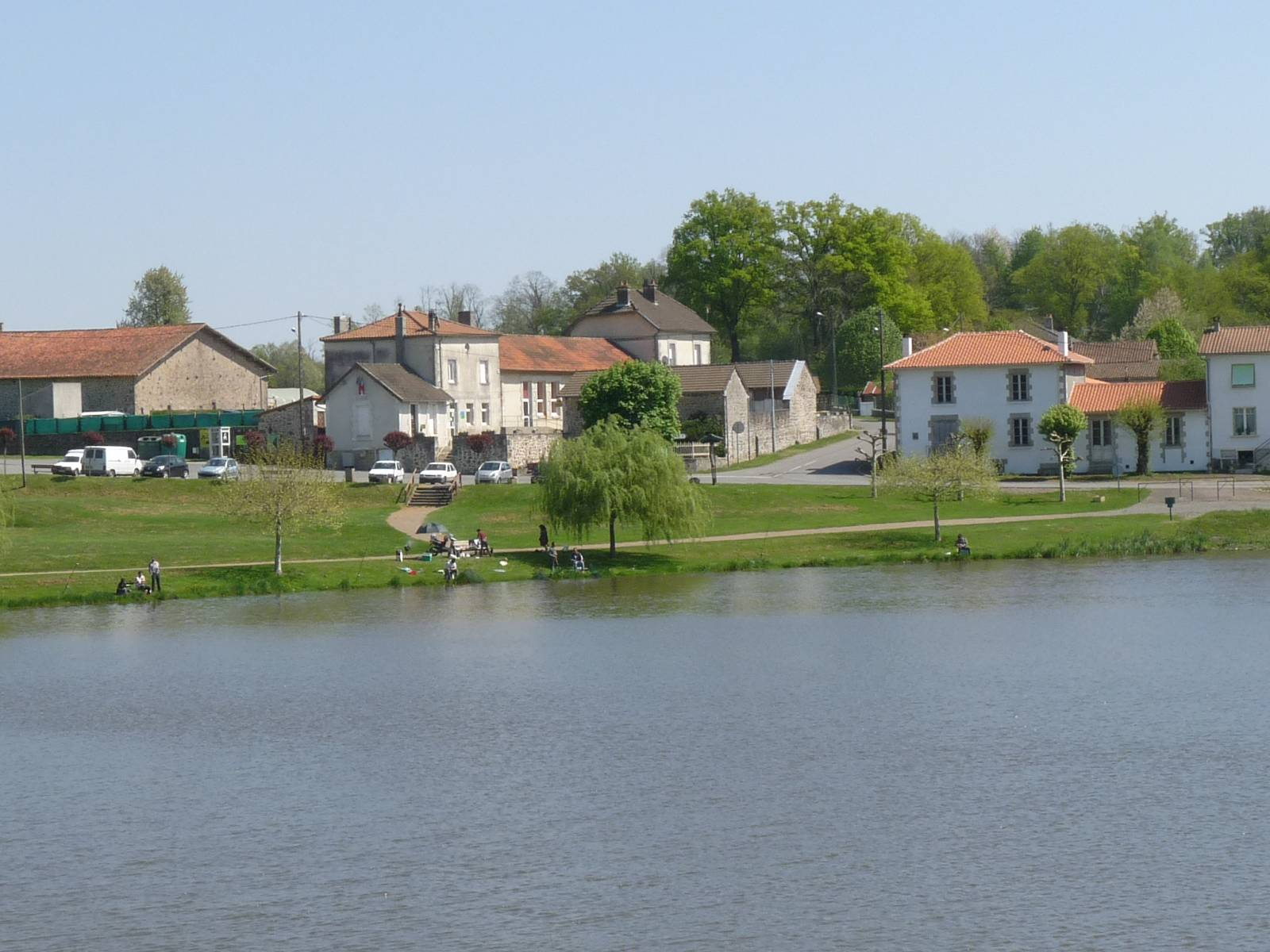
Монролле
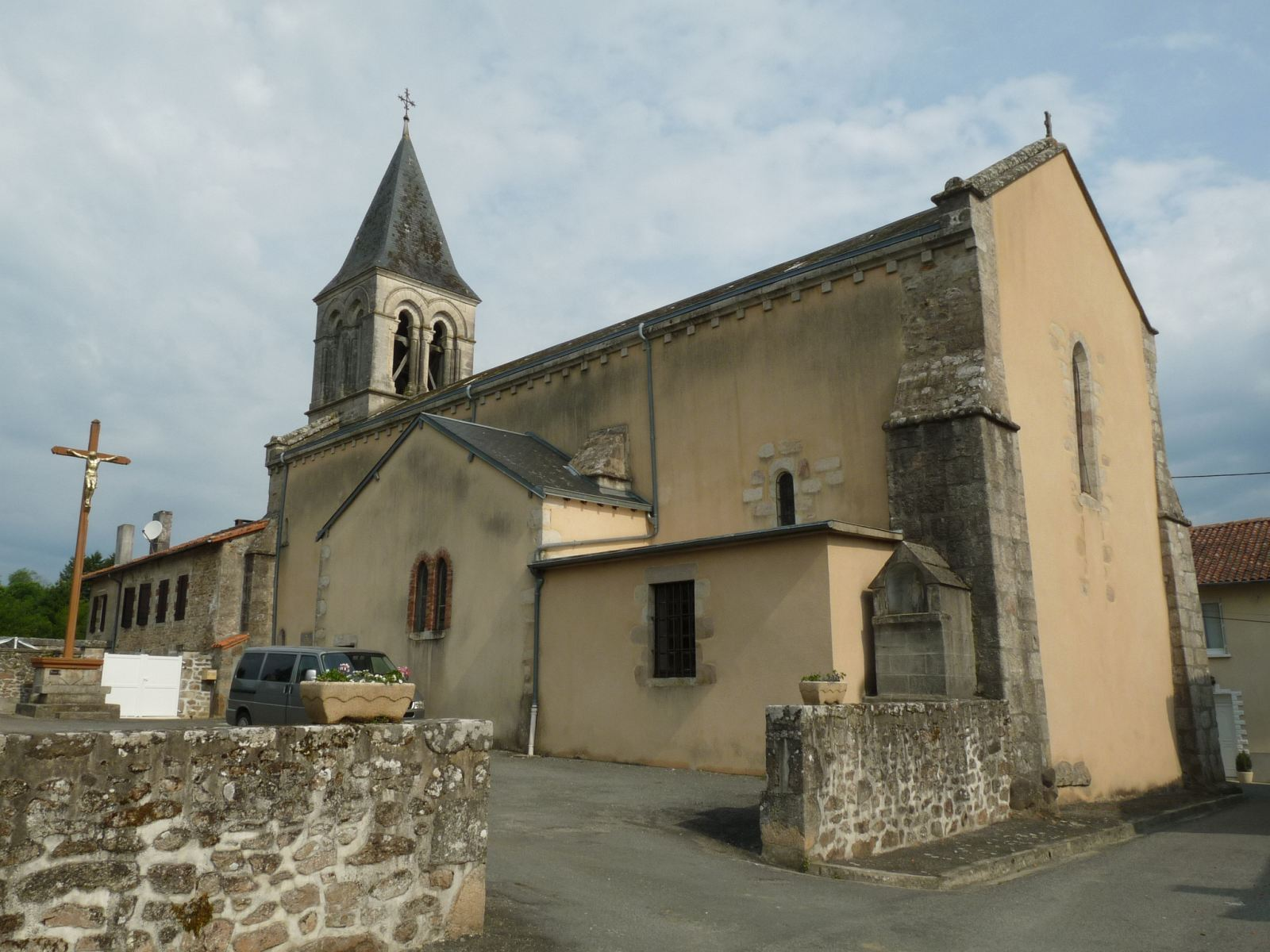
Церковь Сен-Сюльпис
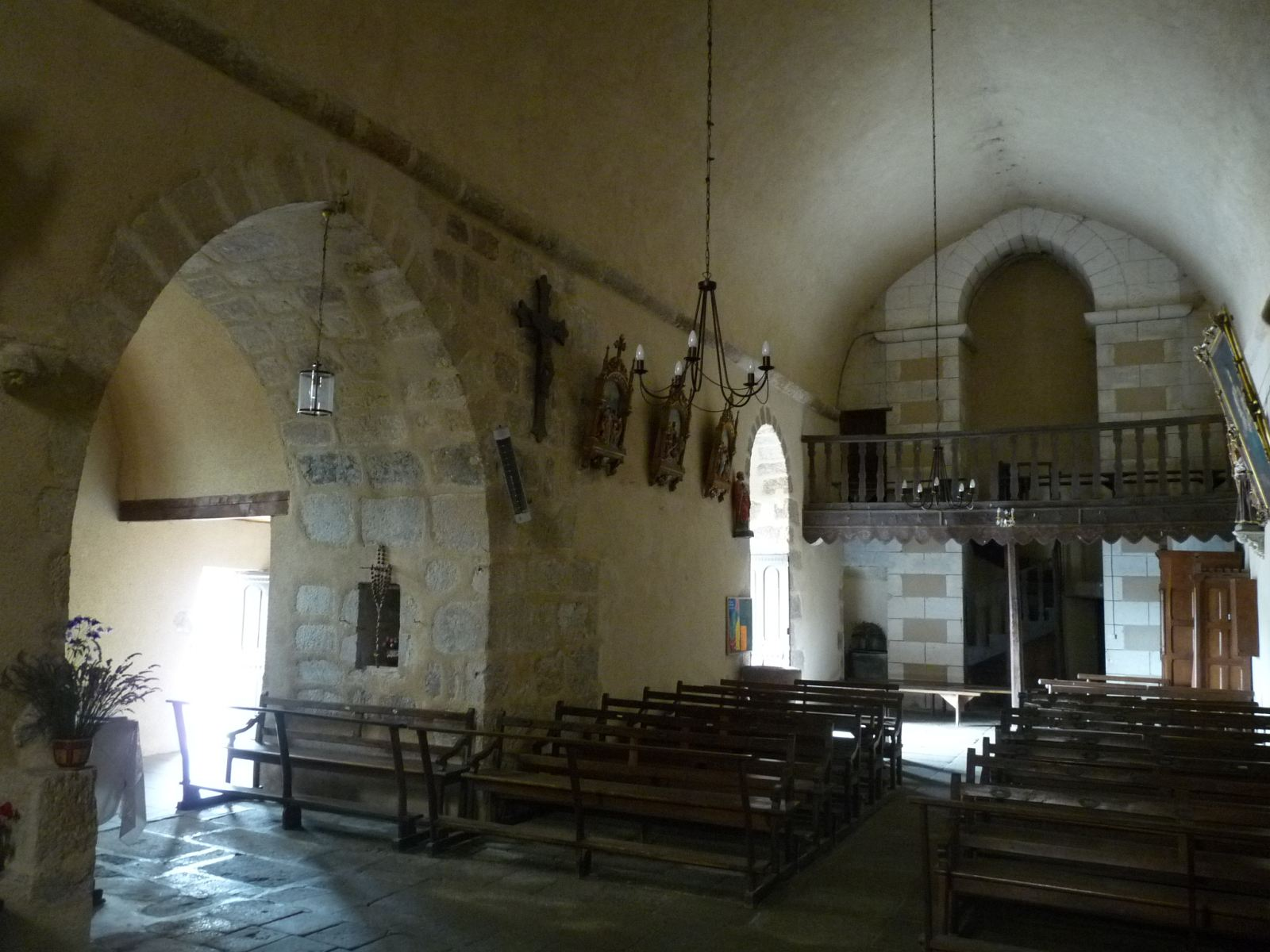
Интерьер церкви Сен-Сюльпис
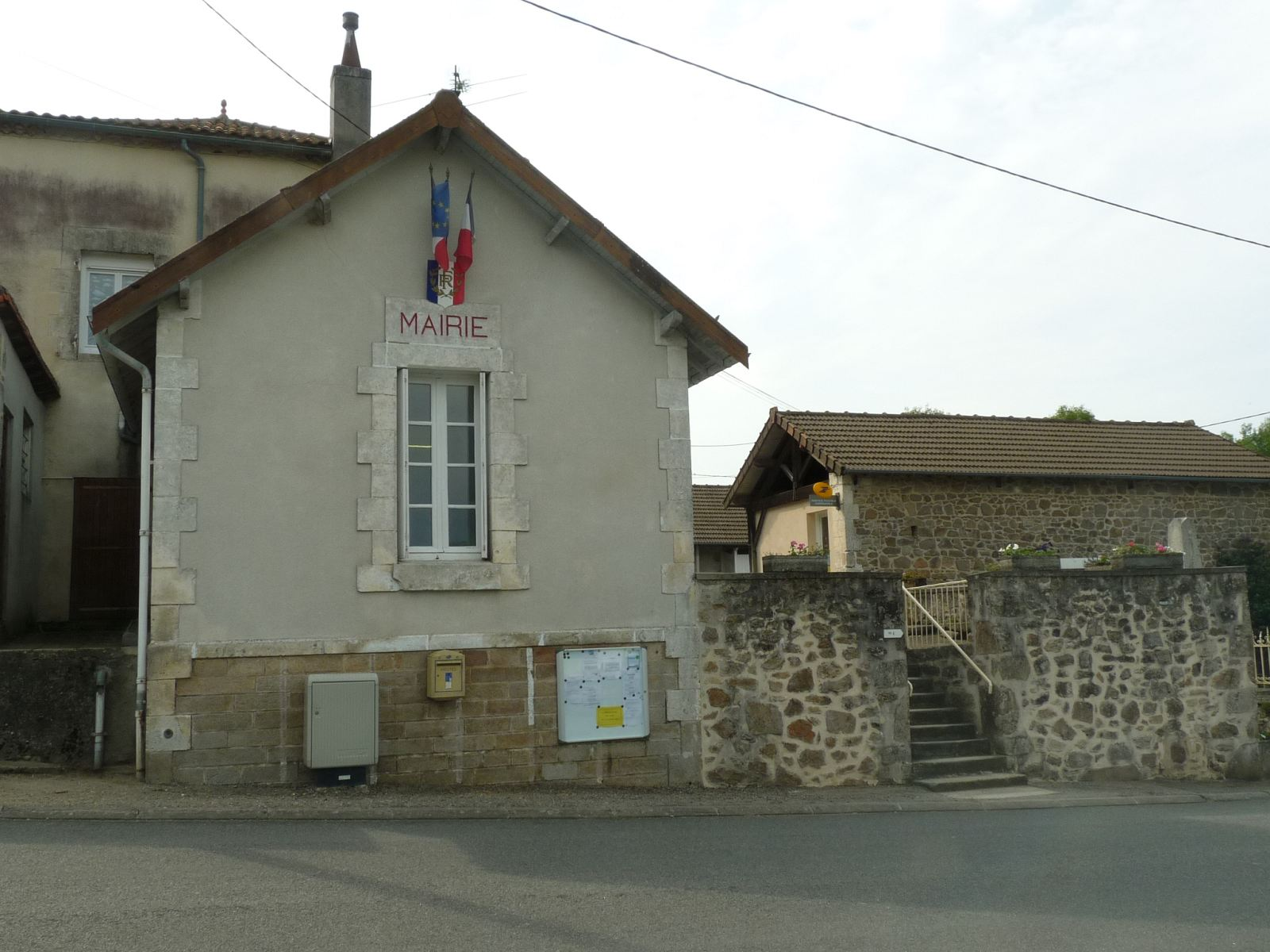
Мэрия